# Maxine Medina
Maria Mika Maxine Perez Medina (sinh ngày 10 tháng 5 năm 1990) là một nhà thiết kế, diễn viên, người mẫu và người đẹp người Philippines đã đăng quang Hoa hậu Hoàn vũ Philippines năm 2016. Cô đại diện cho Philippines tại cuộc thi Hoa hậu Hoàn vũ 2016 và lọt vào Top 6 chung kết.

## Tiểu sử
Medina sinh ra ở Thành phố Quezon, Philippines. Cô lấy bằng cử nhân về thiết kế nội thất tại Trường Thiết kế và Nghệ thuật Philippines ở De La Salle – Cao đẳng Saint Benilde. Cô là một người mẫu quảng cáo trên báo in thương mại và là thành viên cấp cao của Hiệp hội Người mẫu Chuyên nghiệp của Philippines. Dianne Medina là em họ của cô ấy và Binibining Pilipinas-Universe 1990 Germelina Padilla là dì của cô ấy.
Năm 2018, cô ra mắt truyền hình trên ABS-CBN sau khi tham gia cùng dàn diễn viên Hanggang Saan trong vai Atty. Georgette Sandiego. Sau đó, cô đã trở nên nổi tiếng với vai Isay trong Los Bastardos kéo dài từ tháng 10 năm 2018 đến tháng 9 năm 2019. Cô đóng cặp với Jake Cuenca trong loạt phim.
Năm 2020, cô chuyển sang cả TV5 Network thông qua Sunday 'Kada của Brightlight Productions và GMA Network cho First Yaya với vai Lorraine.

## Binibining Pilipinas 2016
Medina tham gia Binibining Pilipinas 2016 vào ngày 17 tháng 4 năm 2016 được tổ chức tại Smart Araneta Coliseum ở thành phố Quezon, nơi cô đăng quang Hoa hậu Hoàn vũ Philippines 2016.
Vào ngày 30 tháng 4 năm 2017, Medina đã trao vương miện cho Rachel Peters là người kế nhiệm của cô tại cuộc thi Binibining Pilipinas 2017 được tổ chức tại Smart Araneta Coliseum ở Thành phố Quezon, Philippines.

## Hoa hậu Hoàn vũ 2016
Medina đại diện cho Philippines tại Hoa hậu Hoàn vũ 2016 và lọt vào Top 6. Với điều này, Philippines đã lọt vào chung kết năm thứ bảy liên tiếp.